# Flecha Valona 1971
La Flecha Valona 1971 se disputó el 22 de abril de 1971, y supuso la edición número 35 de la carrera. El ganador fue el belga Roger De Vlaeminck. Los también belgas Frans Verbeeck y Jos Deschoenmaecker fueron segundo y tercero respectivamente.  

## Clasificación final
| Pos. | Ciclista            | Equipo                   | Tiempo   |
| ---- | ------------------- | ------------------------ | -------- |
| 1    | Roger De Vlaeminck  | Flandria-Mars            | 5h55'00" |
| 2    | Frans Verbeeck      | Watney-Avia              | m.t.     |
| 3    | Jos Deschoenmaecker | Molteni-Arcore           | a 6"     |
| 4    | Joop Zoetemelk      | Flandria-Mars            | a 1'13"  |
| 5    | Walter Godefroot    | Peugeot-Michelin-BP      | a 4'45"  |
| 6    | Herman Van Springel | Molteni-Arcore           | a 5'32"  |
| 7    | Edy Schütz          | Flandria-Mars            | a 6'28"  |
| 8    | Gerben Karstens     | Goudsmit-Hoff            | a 11'25" |
| 9    | Christian Callens   | Hertekamp-Magniflex-Novy | m.t.     |
| 10   | Gianni Motta        | Salvarani                | m.t.     |